# Линьер (Шер)
Линье́р (фр. Lignières) — коммуна во Франции, находится в регионе Центр. Департамент — Шер. Главный город кантона Линьер. Округ коммуны — Сент-Аман-Монтрон.
Код INSEE коммуны — 18127.

## География
Коммуна расположена приблизительно в 240 км к югу от Парижа, в 130 км южнее Орлеана, в 45 км к юго-западу от Буржа.
По территории коммуны протекает река Арнон.

## Население
Население коммуны на 2008 год составляло 1518 человек.
| 1962 | 1968 | 1975 | 1982 | 1990 | 1999 | 2008 |
| ---- | ---- | ---- | ---- | ---- | ---- | ---- |
| 1814 | 1831 | 1887 | 1829 | 1650 | 1588 | 1518 |

## Администрация
| Период | Период | Фамилия         | Партия        | Примечания      |
| ------ | ------ | --------------- | ------------- | --------------- |
| 1989   | 2001   | Марсель Гурлье  |               | предприниматель |
| 2001   | 2014   | Элизабет Барбье | Разные правые |                 |

## Экономика
В 2007 году среди 826 человек в трудоспособном возрасте (15-64 лет) 549 были экономически активными, 277 — неактивными (показатель активности — 66,5 %, в 1999 году было 67,9 %). Из 549 активных работали 489 человек (248 мужчин и 241 женщина), безработных было 60 (30 мужчин и 30 женщин). Среди 277 неактивных 53 человека были учениками или студентами, 145 — пенсионерами, 79 были неактивными по другим причинам.

## Достопримечательности
- Церковь Нотр-Дам (XII век). Исторический памятник с 1926 года[3]
- Замок Линьер[фр.] (XVII век). Исторический памятник с 1935 года[4]
- Водяная мельница
- Крытый рынок (XVI век)

## Города-побратимы
- Данбар (Шотландия, с 1994)[5]

## Фотогалерея
- Крытый рынок
- Церковь Нотр-Дам
- Алтарь церкви Нотр-Дам
- Военный мемориал